# Somogyi Ferenc (jogtörténész)
Somogyi Ferenc (Nárai, Vas vármegye, 1906. június 25. – Cleveland, 1995. szeptember 5.) magyar jogász, egyetemi magántanár, irodalom- és jogtörténész, országgyűlési képviselő.

## Élete
1906. június 15-én született a Vas megyei Nárai községben, római katolikus vallású, régi kisbirtokos nemesi családban. Középiskoláit a szombathelyi premontrei gimnáziumban végezte, majd a pécsi egyetemen szerzett előbb államtudományi, két évvel később pedig jogi doktori oklevelet. Közben 1927-től katonai szolgálatot is teljesített, 1931-ben pedig az egyetem jogi karán megkezdte szakmai pályáját is, mint tiszteletdíjas kari könyvtáros.
1933-ban az egyetem jogtörténeti szemináriumában megbízott egyetemi tanársegéd lett, később belföldi tudományos kutató ösztöndíjat is kapott további jogtörténeti tanulmányok folytatására. 1937-ben berendelték a Vallás- és Közoktatásügyi Minisztériumba, ahol 1938-ban főiskolai képesítésű gyakornokká nevezték ki. Még ugyanabban az évben a belügyminiszter Baranya vármegye szociális tanácsadói teendőinek ellátásával bízta meg, megbízatását 1939 áprilisában további fél évvel meghosszabbította.
Számos magánjogtörténeti, falutársadalmi, társadalom- és nemzetpolitikai tanulmánya és cikke jelent meg, továbbá néhány önálló kiadványt is publikált. Az egyetemi ifjúsági életben mindig élénk szerepet vitt, sok része volt a pécsi keresztény ifjúsági egység megteremtésében, továbbá részese volt több ifjúsági és társadalmi szervezet életre hívásának is. Szenátora volt a Turul Szövetségnek, elnöke a Pécsi Széchenyi Szövetségnek, főtitkára a Pécsi és Pozsonyi Jogászok Szövetségének, s a fentiek mellett még több más társadalmi, illetve tudományos egyesületben is szerepet vállalt.
Az 1939. évi általános választások előtt az országos politikai életbe is bekapcsolódott: a pécsi választókerületben elindult országgyűlési képviselőjelöltként, a Magyar Élet Pártja színeiben, és el is nyerte a parlamenti mandátumot.
A második világháború leverését követően nyugatra menekült, 1945-től néhány évet Ausztriában töltött, majd Amerikában telepedett le. Osztrák évei alatt Spittalban megszervezte a Mindszenty József Tábori Gimnáziumot, illetve 1946-1947 között Magyar Út címmel emigrációs magyar újságot is szerkesztett. 1948-től már Clevelandben élt és tevékenykedett: 1948 és 1955 között a Vagyunk című lap kiadója és szerkesztője, később, 1970-től a clevelandi Magyar Újság társszerkesztője volt. A népes clevelandi emigráns magyar közösség számos más szerveződésében is szinte a haláláig részt vett, nyugdíjazása előtt jellemzően vezető tisztségekben.

## Főbb művei
- Az ősiség intézménye és a hűbéri vagyonjog. Pécs, 1931.
- Végrendelkezés nemesi magánjogunk szerint 1000–1715-ig. Pécs, 1937.
- Családiság és ősiség. Pécs, 1938.
- Falukutatás. Budapest, 1938.